# Patrick Conway
Patrick Conway   (comtat de Rensselaer, 4 de juliol de 1867 - Ithaca, 10 de juny de 1929) va ser un destacat líder de banda nord-americà durant l'època daurada de les bandes professionals. Sovint se l'anomenava Pat Conway o Patsy Conway.

## Biografia
Conway va néixer a Troy, Nova York, però es va traslladar a Homer, Nova York quan era un nen. Va aprendre a tocar la corneta quan era jove mentre treballava en una fàbrica de carruatges, es va unir a la popular "Homer Cornet Band" i finalment es va convertir en líder de la "Cortland Band".

## The Ithaca Band
Després d'una aparició reeixida de la Cortland Band a la convenció de l'Associació de Bombers Voluntaris del Centre de Nova York de 1894 a Ithaca, Nova York, Conway va ser reclutat pels jutges (inclòs l'educador musical Hollis Dann) per traslladar-se a Ítaca el 1895. Va ser director de la "Cornell University Cadet Band" (predecessora de la "Cornell Big Red Marching Band") de 1895 a 1908. També va començar a ensenyar als estudiants del nou Conservatori de Música d'Ithaca (predecessor de Ithaca College) en un moment en què ensenyar música de banda i instruments de metall era poc habitual.
Conway va formar la Ithaca Band el 1895 i va portar el conjunt a la popularitat i l'aclamació nacional. Al voltant de 1910, el conjunt va passar a ser conegut com a "Conway's Band" o "Patrick Conway and His Famous Band". A Ítaca, tenien un contracte permanent amb la companyia de carros per actuar a Stewart Park (aleshores Renwick Park), però les extenses gires els van portar per tot el país a la Fira Mundial de St. Louis, Canadian National Exhibition, Cincinnati Zoo, Corn Palace, Willow. Grove Park, l'Exposició Panamericana, Atlantic City, Oaks Amusement Park i l'Exposició Panamà-Pacífic, etc.
Molts membres de la banda de Conway van tenir un èxit substancial més enllà de la banda, com Lincoln Holroyd, Getty H. Huffine, Ernest Samuel Williams. Conway i la banda Ithaca van fer molts enregistraments als segells Victor i Edison. El 1927, van tocar a l'estrena del programa de ràdio General Motors Family Hour.
A les produccions escèniques i cinematogràfiques de The Music Man, ambientada el 1912, el personatge Harold Hill esmenta Conway a la introducció de "Seventy-Six Trombones" al costat d'altres líders famosos com Patrick Gilmore i John Philip Sousa. Tots tres van ser membres inaugurals del Saló de la Fama de Distinguished Band de l'Associació Nacional de Bandes el 1980.

## Escola de Banda Militar de Conway
L'any 1922, sentint la disminució de la popularitat de les bandes professionals, Conway va fundar la "Conway Military Band School" en afiliació amb el Conservatori de Música d'Ithaca. Va ser una de les primeres escoles d'aquest tipus al país. Entre els estudiants hi havia George S. Howard (primer director de la banda de la Força Aèria dels Estats Units) i Les Brown (conegut líder de la banda). Conway va dirigir l'escola fins a la seva mort el 1929 després d'una operació de pròstata. L'escola es va fusionar amb Ithaca College el 1931 i va establir les bases de la forta tradició de la banda de la universitat.

## Altres treballs
Quan no estava de gira amb la Ithaca Band, Conway va dirigir la "Syracuse Symphony Orchestra" de 1910 a 1916 i també va dirigir l'orquestra de pit per a un teatre a Siracusa. Durant la Primera Guerra Mundial, va rebre una comissió de capità i va dirigir l'activitat musical per al Servei Aeri de l'Exèrcit dels Estats Units mentre estava al Camp MacArthur a Waco, Texas. Aquest va ser el primer programa de banda per al predecessor de la Força Aèria dels Estats Units.